# Lo Hueco

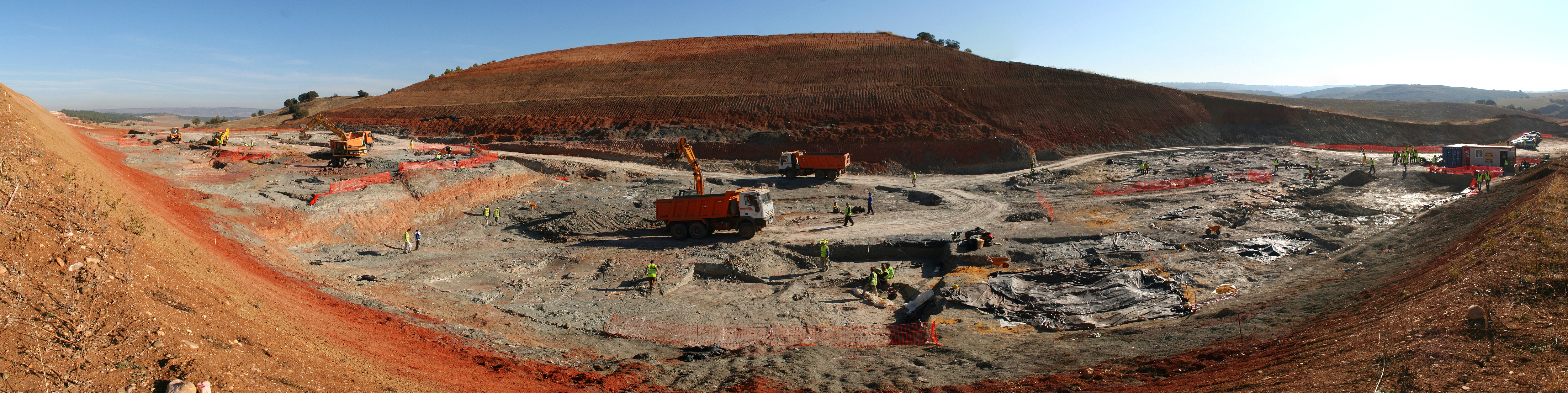
Vue panoramique des fouilles paléontologiques de Lo Hueco.

Lo Hueco est un site paléontologique situé dans la commune de Fuentes.

### Sources
- (es) Cet article est partiellement ou en totalité issu de l’article de Wikipédia en espagnol intitulé « Lo Hueco » (voir la liste des auteurs).